# Ammonitida
Ammonitida es un orden extinto de cefalópodos ammoníticos más evolucionados que vivieron desde el Jurásico hasta el Cretácico. Comúnmente tienen suturas amoníticas intrincadas.
Ammonitida se divide en cuatro subórdenes, Phylloceratina, Lytoceratina, Ancyloceratina y Ammonitina.
Phylloceratina es la estirpe ancestral, derivada de Ceratitida cerca del final del Triásico. Phylloceratina dio lugar a Lytoceratina cerca del comienzo del Jurásico que a su vez dio lugar a los altamente especializados Ancyloceratina cerca del final del Jurásico. Tanto Phylloceratina como Lytoceratina dieron lugar a varias poblaciones combinadas en Ammonitina.
Estos cuatro subórdenes se dividen a su vez en diferentes poblaciones, que comprenden varias familias combinadas en superfamilias. Algunos como Hildoceratoidea y Stephanoceratoidea están restringidos al Jurásico. Otros como Hoplitoidea y Acanthoceratoidea se conocen solo del Cretácico. Aún otros como el Perisphinctoidea se encuentran en ambos.